# Norra gölen, Småland
Norra gölen är en sjö i Jönköpings kommun i Småland och ingår i Nissans huvudavrinningsområde. Norra gölen, Södra gölen och Röksbergsgölen ligger samlade på en höjd nordväst om Agutarem. Omkring 500 m nordväst om sjöarna flyter ån Nissan. Strax väster om Norra gölen ligger sumpmarken Linnermad och Bullerbäcken.

## Galleri

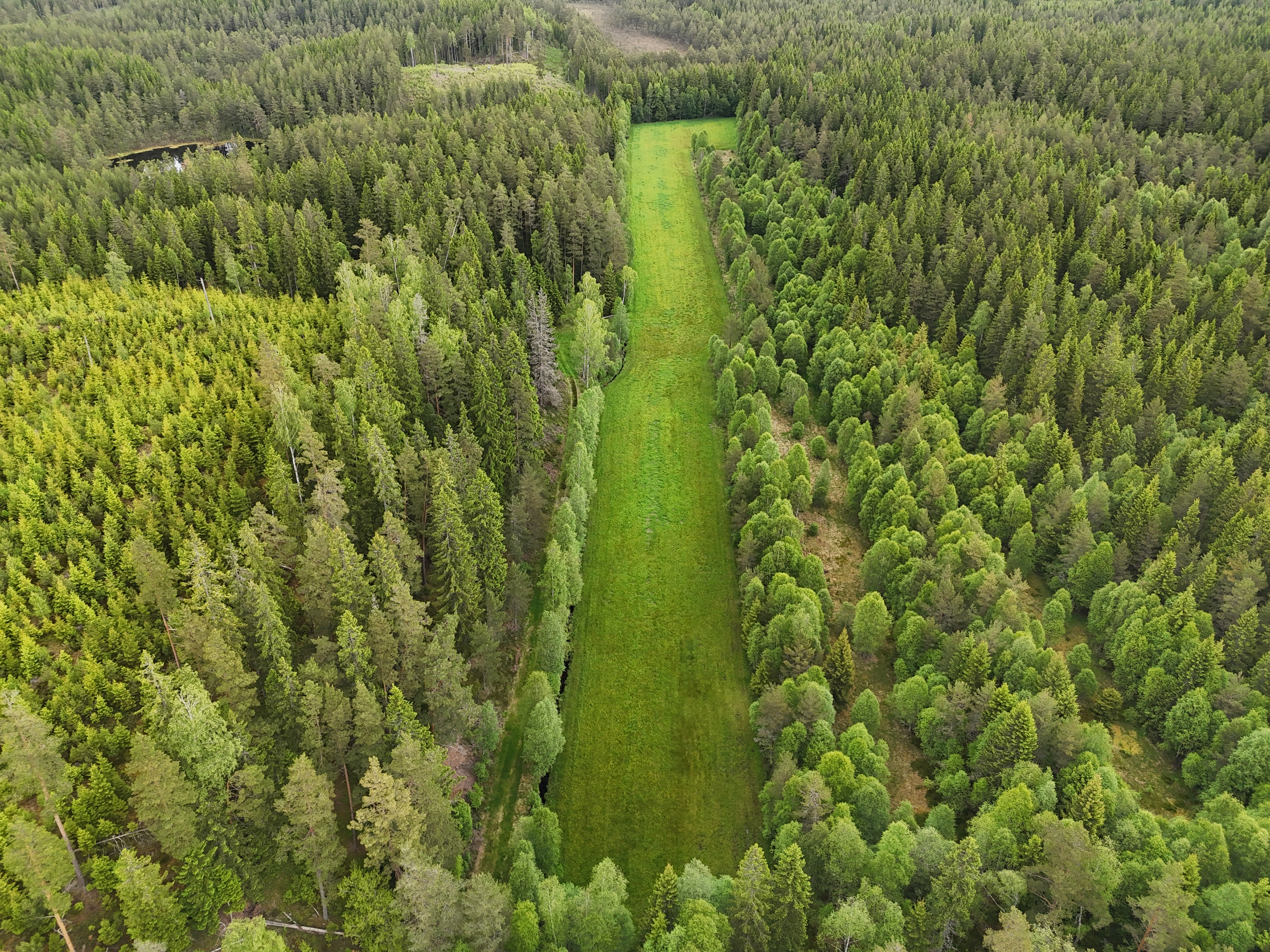
Omkring 100 meter sydöst om sjön ligger Linnersmad - en sumpmark som genomflyts av Bullerbäcken.